# Bartolomeo di Fruosino

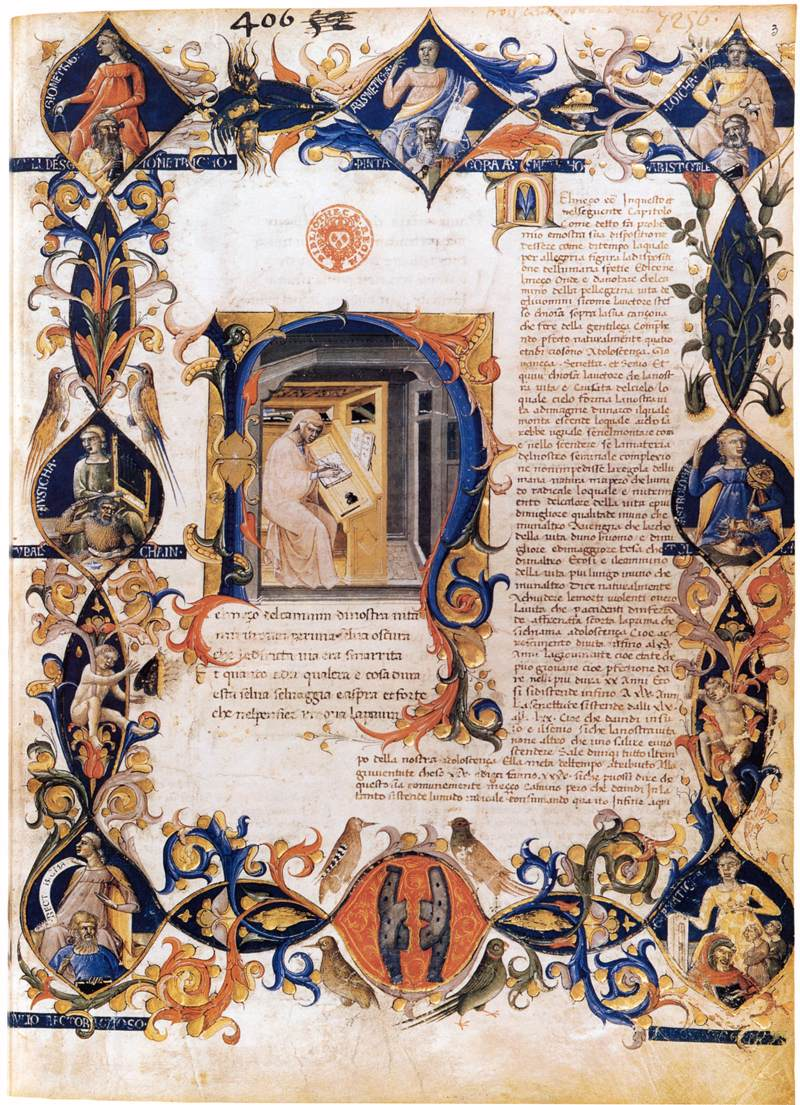
Folium uit de Divina Commedia, ca. 1430-1435, Bibliothèque nationale de France, Ms. it. 74, fol. 3v, Parijs

Bartolomeo di Fruosino (Florence, 1366 of 1369 - aldaar, 17 december 1441) was een Florentijns schilder en miniaturist die actief was op het einde van de 14e eeuw en het eerste derde van de 15e eeuw. In een document voor de belastingen van 1427 gaf hij aan 61 jaar oud te zijn maar in een gelijkaardig document uit 1433 werd dat 64 jaar. In 1394 was hij ingeschreven bij de Florentijnse compagnia dei Pittori als leerling van Agnolo Gaddi in Prato, maar terzelfder tijd, tussen 1386 en 1408 was hij ook ingeschreven bij de Arte dei Medici e Speziali.
Tussen 1402 en 1438 is hij regelmatig terug te vinden in de rekeningen van het hospitaal van Santa Maria Nuova, waarvoor hij meerdere opdrachten uitvoerde. Hij huurde van hen ook een woning die hij deelde met Giovanni di Fruosino, zijn broer, die beeldhouwer was.
Als schilder werkte hij mee als assistent van Agnolo Gaddi aan de fresco's in de Cappella del Sacro Cingolo in de duomo van Prato. Omstreeks 1404 zou hij hebben samengewerkt met Bartolomeo en Matteo Torelli en met Bastiano di Niccollo aan de miniaturen in een nu verdwenen missaal voor kardinaal Angelo Acciaiuoli. In 1402 schilderde hij wapens voor de Santa Maria Nuova en in 1411 verzorgde hij voor hen de miniaturen in een antifonarium en een kruisbeeld voor de refter. In 1421 verluchtte hij een missaal voor de kerk van San Egidio in Florence. Dit gesigneerde werk bevindt zich vandaag in het Museo di San Marco in Florence. Voor dezelfde San Egidio schilderde hij in 1420 een fresco met het Laatste Avondmaal. Een ander gesigneerd werk van zijn hand is een desco da parte (geboortebord) van 1428 in de verzameling van de New York Historical Society.
Stilistisch hoorde Bartolomeo di Fruosino bij de school van Lorenzo Monaco. Zijn stijl sluit nauw aan bij die van Lorenzo Monaco tot diens dood in 1424, hoewel men hem geen imitator kan noemen. Lorenzo was vooral geïnteresseerd in de lichteffecten op de lichamen die hij afbeeldde terwijl Bartolomeo hier niet mee experimenteerde maar wel met de ruimtelijke plaatsing van zijn figuren. Zijn stijl is in essentie gotisch, maar hij is een overgangsfiguur naar de renaissance.
Hij was een welgesteld man, want van de periode tussen 1411 en 1416 vindt men verscheidene betalingen terug in de archieven, voor een boerderij die hij kocht van Romigi di Neri Malifici. Ook uit de opeenvolgende belastingsaangiften blijkt dat zijn werk als schilder en verluchter goed betaald werd. Tussen 1423 en 1426 betaalde hij een schuld van zijn broer om hem uit de gevangenis te halen.
Op basis van het missaal van de Sant'Egidio werden door Mirella Levi d'Ancona een twintigtal werken aan hem toegeschreven, meestal religieuze werken (koorboeken, antifonaria, breviaria) maar ook een manuscript van Dante's Divina Commedia, vertaald naar het Latijn door Matteo Ronto. Daarnaast zijn er als schilderwerk het hoger vernoemde geboortebord en twee profeten op een altaarstok van Lorenzo Monaco in de Santa Trinità in Florence.
- Bibliothèque nationale de France: cb15499824s (data)
- Gemeinsame Normdatei: 13562519X
- International Standard Name Identifier: 0000 0000 1994 2074
- RKD-Nederlands Instituut voor Kunstgeschiedenis: 4794
- Union List of Artist Names: 500001645
- Virtual International Authority File: 95690577
- WorldCat: E39PBJgmTx9cKJkKGMpDb3cVmd